# Камэкава, Масаси
Масаси Камэкава (яп. 亀川 諒史; 28 мая 1993, Осака) — японский футболист, защитник клуба «В-Варен Нагасаки».

## Клубная карьера
Масаси Камэкава начинал свою карьеру футболиста в клубе «Сёнан Бельмаре». 8 сентября 2012 года он дебютировал за команду во втором раунде Кубка императора, выйдя в основном составе в домашнем поединке против «Эхимэ». 2 марта 2013 года Камэкава впервые вышел на поле в матче Джей-лиги 1, в концовке гостевой игры с командой «Иокогама Ф. Маринос». 10 июля того же года он забил свой первый гол на высшем уровне, открыв счёт в домашнем поединке против клуба «Касива Рейсол». По итогам чемпионата «Сёнан Бельмаре» вылетел в Джей-лигу 2, где Камэкава и провёл следующий сезон, отметившись голом в последнем туре в ворота команды «Оита Тринита». «Сёнан Бельмаре» по итогам 2014 года вернулся в элиту японского футбола, а Камэкава с февраля 2015 года стал игроком клуба Джей-лиги 2 «Ависпа Фукуока», первоначально выступая за него на правах аренды. В сезоне 2015 Камэкава провёл 40 матчей за клуб в лиге, а «Ависпа Фукуока» выиграла плей-офф и пробилась в Джей-лигу 1.

## Карьера в сборной
В составе молодёжной сборной Японии Масаси Камэкава выиграл чемпионат Азии среди молодёжных команд 2016 года в Катаре, где он появлялся на поле в трёх матчах.
Масаси Камэкава в составе олимпийской сборной Японии играл на футбольном турнире Олимпийских игр 2016 года в Рио-де-Жанейро. Он провёл два из трёх матчей своей сборной на этом соревновании.